# Драгана Кършенкович Бъркович
Драгана Кършенкович Бъркович (Dragana Kršenković Brković, Драгана Кршенковић Брковић) е черногорска писателка.

## Биография
Родена е през 1956 г. Завършва Факултета по политически науки и Факултета за драматични изкуства в Белградския университет. През 1981 г. по „Телевизия Белград“ е представена пиесата ѝ Vrele kapi. След започване на Югославските войни се мести от Белград в Подгорица, където заедно със съпруга си Томислав Бъркович, създава кукленият театър „Синя лагуна“. През 2005 – 2006 прекарва във Вашингтон, след като печели стипендия по Програмата за обмен на Фулбрайт. Получава безвъзмездна помощ от австрийското правителство за провеждане на изследвания в Университета в Грац в Австрия през 2008 г.
Канена е за гост писател по различни програми в Ню Йорк, САЩ; Печ, Унгария; Виена, Австрия. Участва на I Международен форум за култура на мира от средиземноморски жени творци в Родос, Гърция, който е под егидата на ЮНЕСКО. През 2011 г. участва на Болонския панаир на книгата, Италия и на 23-то биенале на илюстрацията в Братислава, Словакия.
Нейните пиеси се изпълняват в много балкански страни. Четири от нейните пиеси са одобрени за началните училища в Черна гора и Северна Македония. Десет пъти е номинирана за наградата „Астрид Линдгрен“ (2008 – 2018). Нейни произведения са публикувани в редица световни списания: Buchkultur, Blesok, Sarajevo Notebook, ARS и др.

## Творчество

### Художествена литература
- Atelanska igra
- Izgubljeni pečat
- Vatra u Aleksandriji
- Iza nevidljivog zida
- Gospodarska palata

### Детски книги
- Tajna jedne Tajne – Secret's Secret
- Modra planina
- Muzičar s cilindrom i cvetom na reveru
- Tajna jedne Tajne
- Duh Manitog jezera
- Tajna plavog kristala

### Нехудожествена литература
- Poetika prolaznosti: Organizacija vremena u „Ranim jadima“ Danila Kiša
- Onirizam Edgara Alana Poa i egzistencijalni nemir Alise Ostrajker
- Feministička revizija mitologije: Razbijanje patrijarhalnih obrazaca identifikacije žene u klasičnim bajkama
- Zaboravljeno putovanje – tragovi utisnuti u bajkama